# فرانك غايلورد
فرانك غايلورد (بالإنجليزية: Frank Gaylord) هو نحات أمريكي، ولد في 9 مارس عام 1925، في كلاركسبورغ في الولايات المتحدة، وتوفي في 21 مارس عام 2018 في نورثفيلد في الولايات المتحدة.

## وصلات خارجية
- الموقع الرسمي
- فرانك غايلورد على موقع الموسوعة البريطانية (الإنجليزية)